# Albert Lynch
Pour les articles homonymes, voir Lynch.

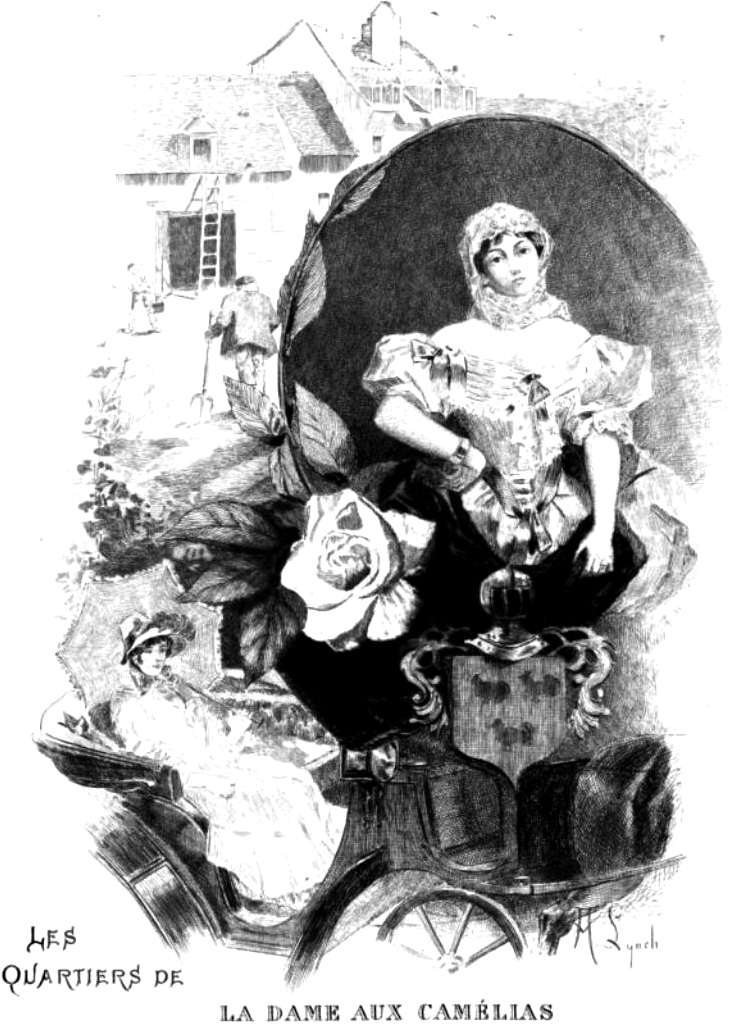
Illustration pour la couverture de La Dame aux camélias.

Albert Lynch, né le 26 septembre 1860 à Gleisweiler en royaume de Bavière et mort en 1950, est un peintre et illustrateur d'origine allemande et péruvienne, naturalisé français.

## Biographie
Né dans une famille originaire du Pérou, le lieu de naissance d'Albert Lynch est incertain, entre Trujillo, Lima ou même l'Allemagne. Il en est de même pour sa date de naissance et également sa date de mort qui varie suivant les sources.
Albert Lynch, époux de Victoria Bacouel (née à Brunvillers-la-Motte en 1866, morte à Monaco en 1953), était le fils de Diego Lynch et d'Adélaïde Koeffler.
Albert Lynch s'établit à Paris où il s'inscrit à l'École des beaux-arts. Il travaille ensuite dans les ateliers des peintres Jules Noël, Gabriel Ferrier et Henri Lehmann. Il expose ses toiles au Salon des artistes français où il est récompensé en 1890 et 1892 ainsi que lors de l'Exposition universelle de 1900, à l'occasion de laquelle il reçoit une médaille d'or. Cette œuvre[Laquelle ?] est caractéristique des grandes compositions de l'artiste, féminines et mondaines, comme Jeunes femmes prenant le thé du musée de Lima. Les femmes de son temps constituent son thème de prédilection, qu'il peint de préférence au pastel et la gouache. Il illustre des livres tels La Dame aux camélias d'Alexandre Dumas fils, Le Père Goriot d'Honoré de Balzac ou La Parisienne d'Henry Becque.
En 1906, il demeure à Amboise (Indre-et-Loire), quai Charles Guinot.
Albert Lynch habitait, à la fin de sa vie, la principauté de Monaco, au no 1 avenue de la Gare (devenue depuis avenue Prince Pierre).

## Galerie

Œuvres non localisées attribuées à Albert Lynch
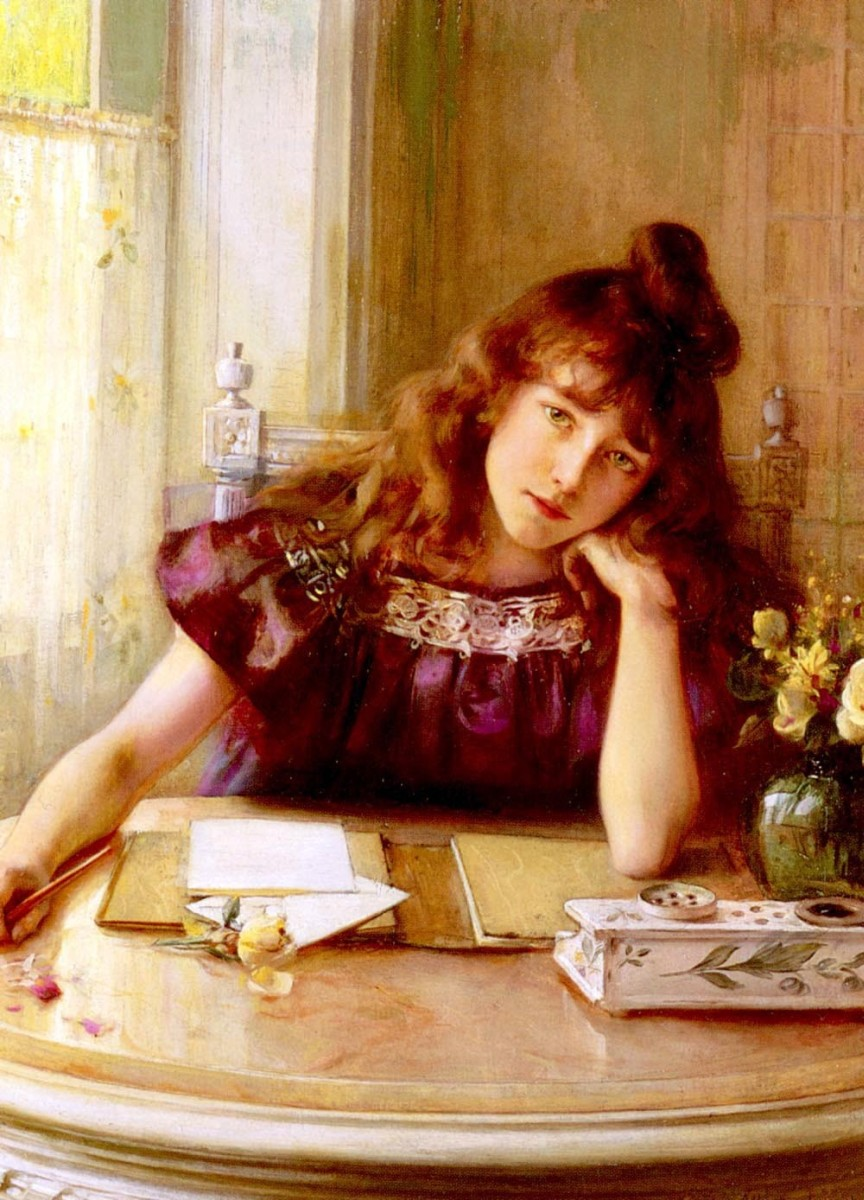
La Lettre
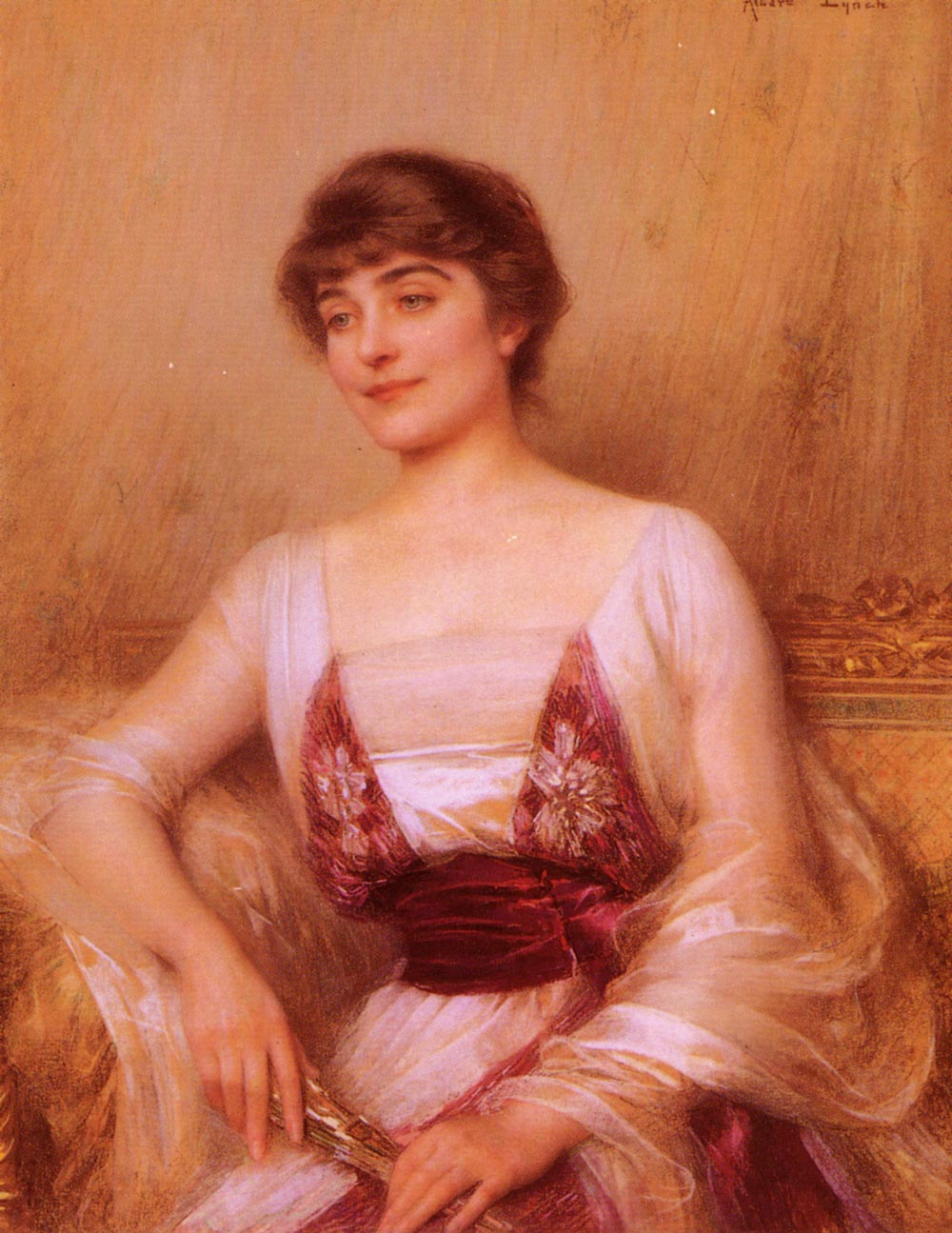
Dame à l'éventail
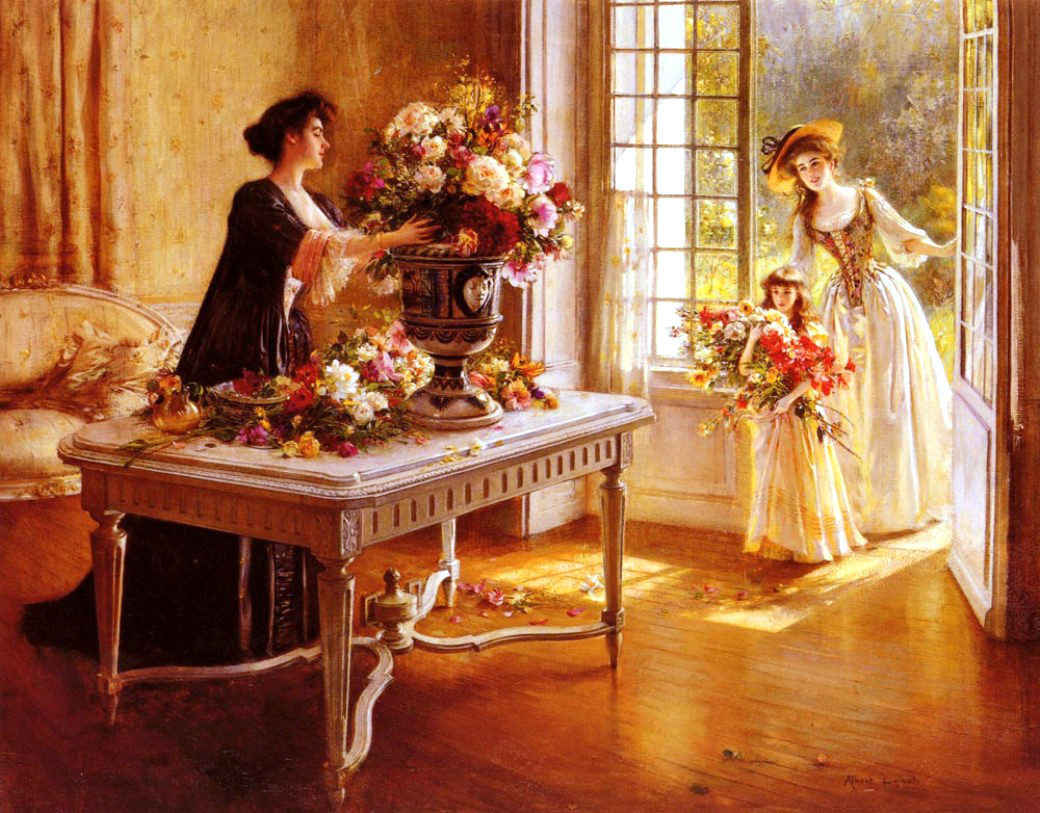
Fraiches du jardin
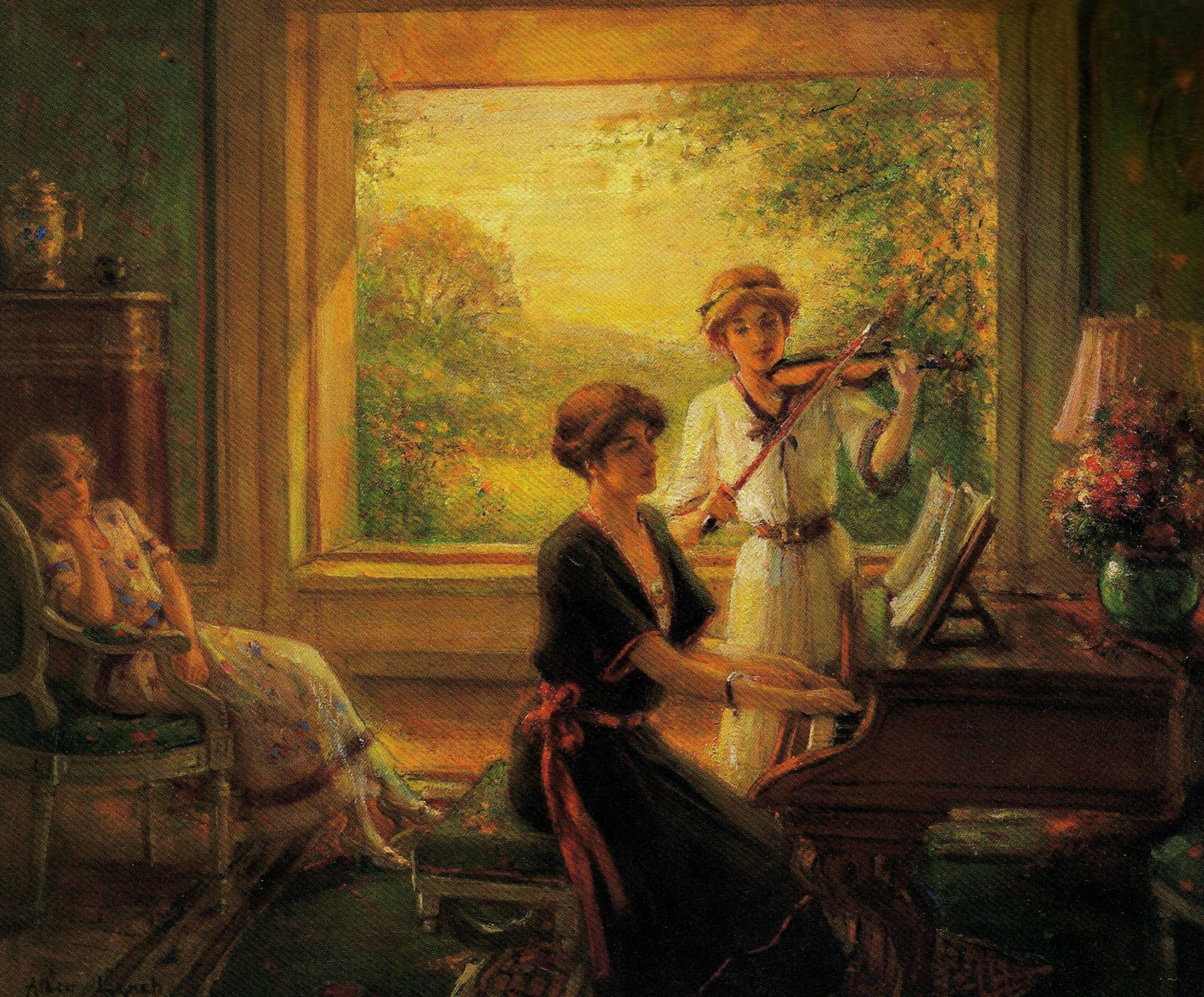
La Nouvelle partition
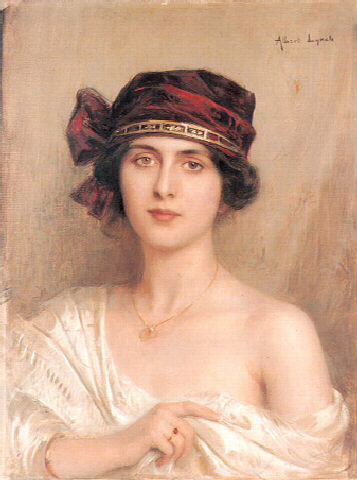
Portrait d'une jeune femme
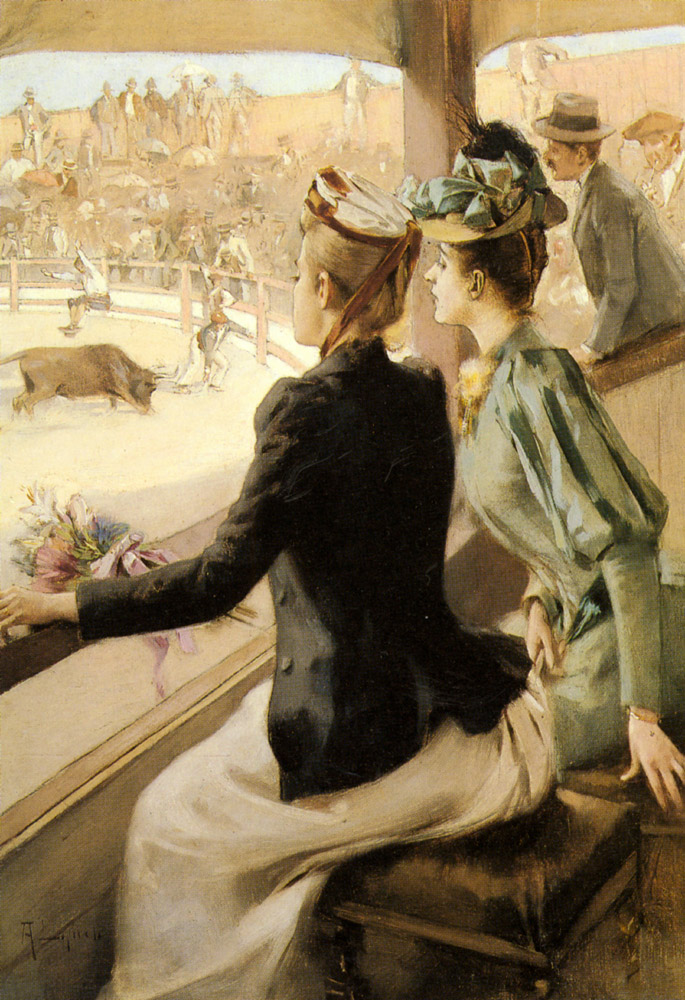
À la corrida
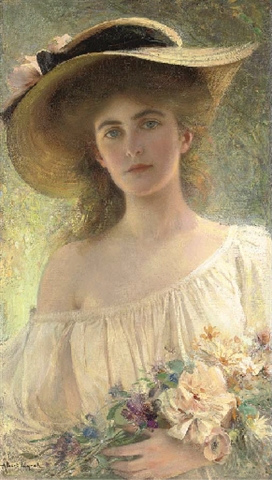
Soleil éternel